# Симабарское восстание
Восстание в Симабаре (яп. 島原の乱 Симабара но ран) — восстание (1637—1638) японских крестьян в княжестве Симабара, в большинстве своём христиан, во времена Сёгуната Токугава.

## Причины
Исторически полуостров Симабара был одним из центров католического христианства в Японии начиная с середины XVI века. В 1587 году, после указа Тоётоми Хидэёси об изгнании из страны иезуитских миссионеров, некоторые христианские священники тайно скрывались в этой местности и способствовали росту христианской общины. При предыдущем даймё Кониси Юкинаге, который сам был христианином, в этих областях активно действовали иезуитские миссии. До начала массовых гонений на христианство, в Симабаре действовали иезуитский монастырь, семинария и дом священников, а численность христиан составляла 70 тысяч человек. Они находились под патронатом местного даймё-христианина Аримы Харунобу. Подобная ситуация имела место на соседних островах Амакуса, где христиане пользовались покровительством местного владетельного самурайского рода.
В 1596 году японское центральное правительство начало массовые репрессии против христиан, которые продолжались до начала 1630-х годов. Особенно жестокий характер они приобрели после основания сёгуната Токугава и прихода к власти сёгуна Токугава Иэмицу, который взял курс на самоизоляцию Японии. Репрессиями в Симабаре и Амакусе руководили ставленники центрального правительства Мацукура Сигэмаса, новый даймё Симабары, и Тэрадзава Кататака, новый даймё княжества Карацу. Пытками (на связанных крестьян надевали соломенный балахон и поджигали солому) и казнями они добились формального отречения от христианства большинства населения своих земель (1633).
Антихристианские гонения совпали с разрушительными тайфунами и продолжительной (1633—1637) засухой, вызвавшей голод. Несмотря на это, налоги не снижались и продовольствие изымалось силой. В 1636 году сёгунат обязал Мацукуру и Тэрадзаву участвовать в ремонтных работах в сёгунской резиденции в Эдо, что возложило ещё большее бремя на крестьян Симабары и Амакусы.

## Ход восстания

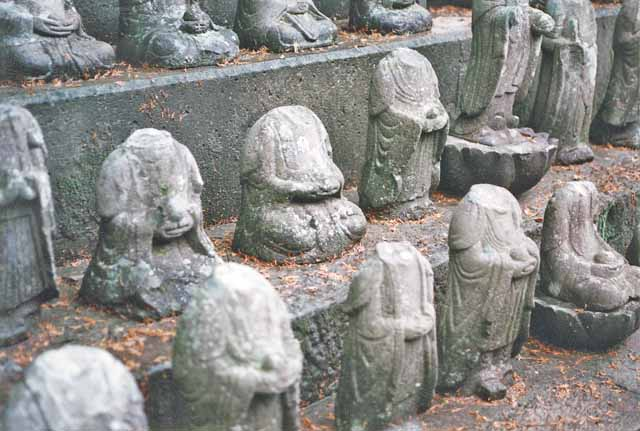
Статуи бодхисаттвы Дзидзо, обезглавленные восставшими христианами

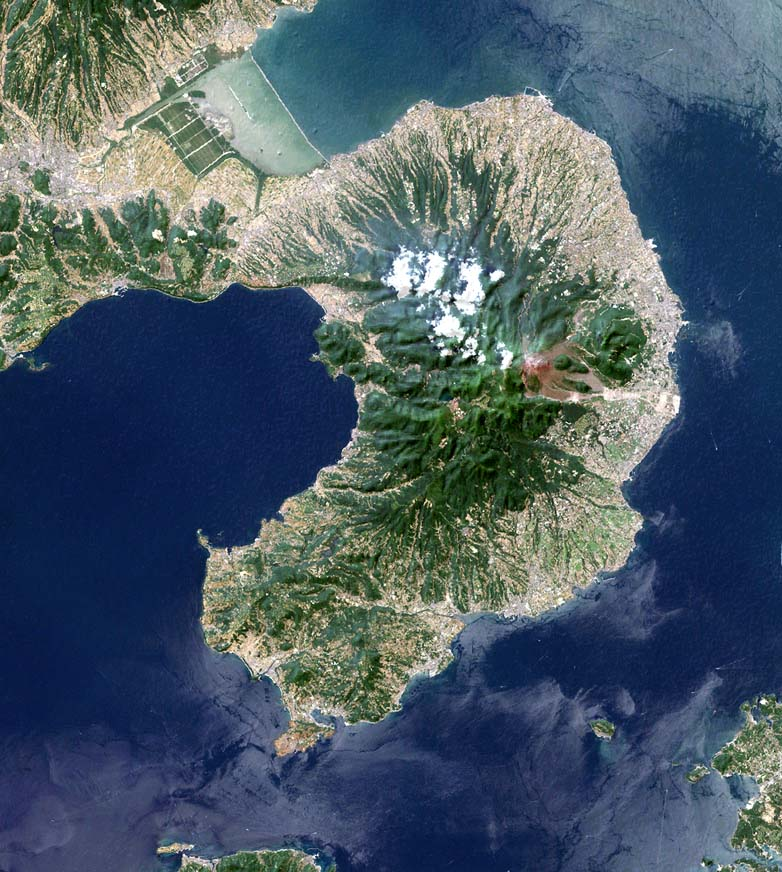
Полуостров Симабара

Восстание началось 17 декабря 1637 года во владениях даймё Мацукуры Сигэхару на острове Кюсю, а затем распространилось на острова Амакуса. По некоторым оценкам, число восставших достигало 23 000 крестьян и ронинов, включая и женщин. Восстание возглавил шестнадцатилетний юноша Амакуса Сиро (также Масуда Токисада), взявший себе христианское имя Джером (Иероним). Сиро был сыном одного из вассалов местного даймё. О нём рассказывали, что к нему прилетали и садились на руку птицы, что он мог ходить по воде и извергать изо рта огонь. Его последователи превозносили его как Мессию, хотя сам он не заявлял о своей божественности.
Тэрадзава Хиротака, правитель Нагасаки, послал против восставших 3000 самураев, но восставшие разгромили их (27 декабря 1637 года), уничтожив более 2800 из них. Выжившие бежали в Нагасаки, и правитель попросил у властей сёгуната подкреплений. 31 января 1638 года войско сёгуната одержало победу, восставшие потеряли около тысячи человек и были вынуждены отступить в Симабару.
На полуострове Симабара повстанцы осадили и взяли полуразрушенный замок Хара, который наскоро восстановили. Вскоре на стенах замка появились христианские знамёна и большие деревянные кресты, и он превратился в средоточие сопротивления.
2 января Хиротака вместе с 500 самураями направился в Симабару. Вскоре к нему присоединились ещё 800 самураев из Омуры. Они встали лагерем в полумиле от замка и начали обстреливать восставших из пушек, снятых с японских и китайских судов. Они также потребовали помощи от голландских торговых судов в бомбардировке замка Хара с моря, и судно «де Рюп», стоя на рейде, нанесло значительные повреждения укреплениям. В одном случае, по свидетельству современных осаде источников[каких?], ядро влетело в башню, где Сиро держал военный совет, и оторвало ему рукав одежды. После того, как голландцы потеряли двух матросов (один из них, дозорный, был сбит с мачты выстрелом из ружья и при падении задавил насмерть другого), они приняли решение удалиться.
Вскоре прибыли войска сёгуната, но восставшие в крепости Хара успешно оборонялись ещё несколько месяцев. Нападающие понесли при осаде тяжёлые потери. 3 февраля 1638 года при вылазке восставшим удалось уничтожить около 2000 воинов сёгуната из провинции Хидзэн вместе с их даймё. Однако у них постепенно заканчивалась пища и боеприпасы.
10 марта к осаждающим подошло подкрепление, и теперь 30 000 осаждённым крестьянам противостояло двухсоттысячное самурайское войско. 4 апреля восставшие сделали неудачную вылазку, и несколько человек было схвачено. У них осаждающие выпытали, что пища и порох в крепости на исходе.
12 апреля 1638 года воины из провинции Хидзэн пошли на штурм крепости и захватили внешний периметр обороны. Восставшие продолжали ожесточённо сражаться до 15 апреля, уничтожив более 10 000 воинов сёгуната.

## Итоги восстания
После подавления восстания было обезглавлено более 37 000 восставших и им сочувствующих. Голову Амакусы Сиро привезли в Нагасаки. Крепость Хара была сожжена и полностью разрушена. Сёгунат запретил исповедовать христианство в Японии. Во всём были обвинены «варвары-христиане», въезд в Японию иностранцам был запрещён, отношения с Португалией, а в 1640 году и с Голландией были прерваны. Согласно политике самоизоляции японцам было запрещено покидать страну под страхом смерти, а тем, кто находился за границей, было запрещено возвращаться в Японию. Контакты с Западом ещё сохранялись через голландскую торговую миссию Дэдзима, но находились под строжайшим контролем сёгуната. Япония стала абсолютно закрытой страной.
Однако полностью искоренить христианство японским властям так и не удалось. На севере Кюсю и в прилегающих районах Хонсю сохранились немногочисленные общины тайных христиан Какурэ-кириситан, иногда маскировавшихся под те или иные буддийские секты. Так, вознося в буддийском храме молитвы богине милосердия Каннон, многие из последователей св. Франциска Ксавьера (канонизированного после смерти) отождествляли её образ с Пречистой Девой Марией. Лишь после крушения навязанной сёгунатом политики самоизоляции скрытые христиане вышли из подполья.
После подавления восстания в Симабаре на протяжении более 200 лет, до 1860-х годов, на территории Японии не было ни одного крупного вооружённого конфликта. Десять поколений самураев на протяжении периода Эдо никогда не принимали участия в сражениях.